# Nadaillac-de-Rouge
Nadaillac-de-Rouge – miejscowość i gmina we Francji, w regionie Oksytania, w departamencie Lot.
Według danych na rok 1990 gminę zamieszkiwało 96 osób, a gęstość zaludnienia wynosiła 12 osób/km² (wśród 3020 gmin regionu Midi-Pyrénées Nadaillac-de-Rouge plasuje się na 967. miejscu pod względem liczby ludności, natomiast pod względem powierzchni na miejscu 1245.).